# Condado de Casa Ayala
El condado de Casa Ayala es un título nobiliario español creado por el rey Carlos IV mediante real cédula del 10 de enero de 1791, con el vizcondado previo de Sotomayor, y real despacho expedido el 12 de julio del mismo año, en favor de Manuel María López de Ayala y Ramírez de Arellano, coronel de los Reales Ejércitos.
En 1877, durante el reinado de Alfonso XII, fue rehabilitado por Pedro López de Ayala y García Carrasco.

## Condes de Casa Ayala
|                                | Titular                                           | Periodo                |
| Creación por Carlos IV         | Creación por Carlos IV                            | Creación por Carlos IV |
| ------------------------------ | ------------------------------------------------- | ---------------------- |
| I                              | Manuel María López de Ayala y Ramírez de Arellano | 1791-                  |
| Rehabilitación por Alfonso XII |                                                   |                        |
| II                             | Pedro López de Ayala y García Carrasco            | 1877-                  |
| III                            | Beatriz López de Ayala y Morales                  | 1883-                  |
| IV                             | Pedro Ignacio Muguiro y Morales Arce              | 1995-                  |
| V                              | Alejandro Muguiro y Morales Arce                  | 2012-hoy               |

## Historia de los condes de Casa Ayala
- Manuel María López de Ayala y Ramírez de Arellano (baut. Jerez de los Caballeros, 14 de marzo de 1760), I conde de Casa Ayala, coronel de los Reales Ejércitos, alguacil mayor del Santo Oficio y caballero de la Orden de Santiago desde 1786.[4]

Casó el 24 de enero de 1791, en Madrid, con su prima Teresa López de Ayala y Aponte, camarista de la reina y natural de Badajoz. El 14 de mayo de 1877, por rehabilitación, le sucedió:
- Pedro López de Ayala y García Carrasco (m. Castuera, Badajoz, 1 de enero de 1882), II conde de Casa Ayala, licenciado en jurisprudencia.[2]

Casó el 1 de enero de 1876, en Zalamea de la Serena, con Amalia Morales y Tobar. El 12 de abril de 1883 le sucedió su hija:
- Beatriz López de Ayala y Morales (Castuera, 20 de enero de 1877-Villanueva de la Serena, 30 de junio de 1964), III condesa de Casa Ayala.[2] El 24 de mayo de 1995, tras orden del 19 de diciembre de 1994 para que se expida la correspondiente carta de sucesión (BOE del 12 de enero de 1995),[6] le sucedió:

- Pedro Ignacio Muguiro y Morales Arce, IV conde de Casa Ayala.

El 12 de septiembre de 2012, tras solicitud cursada el 14 de marzo del mismo año (BOE del día 31 del mismo mes) y orden del 13 de junio para que se expida la correspondiente carta de sucesión (BOE del día 26), por cesión, le sucedió su hermano:

Escudo de la familia Arce

- Escudo de la familia Arce[9]Alejandro Muguiro y Morales Arce, V conde de Casa Ayala.